# Vöröskabátos rigó
A vöröskabátos rigó (Turdus rufopalliatus) a madarak osztályának verébalakúak (Passeriformes) rendjébe és a rigófélék (Turdidae) családjába tartozó faj.
A magyar név forrással nincs megerősítve.

## Rendszerezése
A fajt Frédéric de Lafresnaye francia ornitológus írta le 1840-ben.

## Alfajai
- Turdus rufopalliatus rufopalliatus (Lafresnaye, 1840) - Mexikó nyugati része
- Turdus rufopalliatus interior (A. R. Phillips, 1991) - közép-Mexikó déli része
- Turdus rufopalliatus graysoni (Ridgway, 1882) - a Tres Marias szigetek [2]

## Előfordulása
Főleg Mexikó területén honos, de néha az Amerikai Egyesült Államokba is eljut. Természetes élőhelyei a szubtrópusi vagy trópusi síkvidéki esőerdők, száraz erdők és cserjések, valamint másodlagos erdők, ültetvények, szántóföldek és városi régiók. Állandó, nem vonuló faj.

## Megjelenése
Átlagos testhossza 26 centiméter, testtömege 72-85 gramm.
|  |

## Természetvédelmi helyzete
Az elterjedési területe nagyon nagy, egyedszáma pedig stabilt. A Természetvédelmi Világszövetség Vörös listáján nem fenyegetett fajként szerepel.